# 弥勒駅 (忠清北道)
弥勒駅（ミルクえき）は、大韓民国忠清北道永同郡にかつて存在した京釜線の鉄道駅（廃駅）である。

## 歴史
- 1938年6月15日：開業。
- 日時不明：廃止。
- 1967年6月10日：再開業[1]
- 1992年3月2日：廃止。